# Uesato Takumi
Takumi Uesato (sinh ngày 29 tháng 4 năm 1990) là một cầu thủ bóng đá người Nhật Bản.

## Sự nghiệp câu lạc bộ
Takumi Uesato đã từng chơi cho Kyoto Sanga FC và FC Ryukyu.